# 32, heb auf!
32, heb auf! ist ein Streich oder Scherz, der meist in einer Runde von Kartenspielern durchgeführt wird. Einer Person wird angeboten, „Zweiunddreißighebauf“ zu spielen, etwa mit den Worten „Spielen wir Zweiunddreißighebauf? Ich teile aus!“. Erklärt sich der Gefragte bereit, werden die Karten auf den Boden geworfen, und er muss sie wieder einsammeln. 32 ist die Anzahl der Karten in einem Skat-Blatt.
Eine andere Variante ist es, „32, heb auf!“ als Kartentrick zu „verkaufen“, der im Anschluss an einige „normale“ Kartentricks gezeigt wird, oft als Abschluss, wenn einem die Lust oder die Tricks ausgehen.
Im englischsprachigen Sprachraum ist der Scherz als 52 Pick Up bekannt. Es ist zumindest in Amerika ein weitverbreiteter Scherz, der mindestens zum Anfang des 20. Jahrhunderts zurückverfolgt werden kann.